# Arrival Van
L'Arrival Van est un fourgon électrique produit par Arrival. Il sera commercialisé à partir de 2022.

## Aperçu

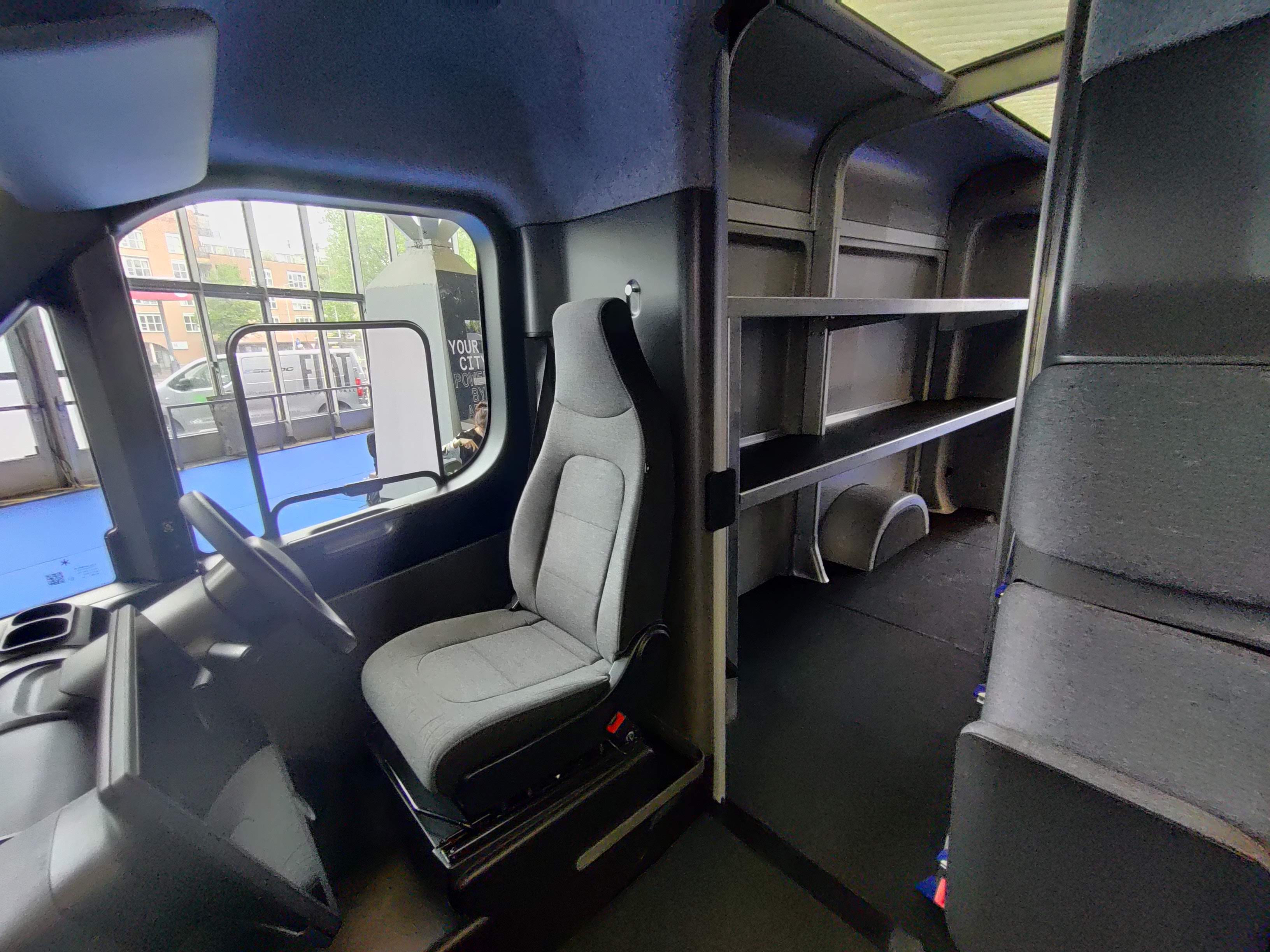
Intérieur du Van

Le prototype de pré-production du fourgon entièrement électrique, qui était également le premier véhicule développé par la société britannique Arrival, a été présenté en août 2017. Dans la partie introduite, le Van prenait la forme d'une fourgonnette monocorps incurvée et futuriste avec une grande surface vitrée autour du siège conducteur, ainsi qu'un grand pare-brise et des proportions angulaires.
La conception finale, faisant ses débuts en mars 2021 pour la production en série, a subi d'importants changements visuels. Tout en conservant une silhouette monocorps, la fourgonnette a acquis une partie avant plus saillante et bombée avec une carrosserie peinte en noir. L'accès à la cabine était possible grâce à une porte coulissante, et en plus du siège conducteur, il y avait aussi une banquette supplémentaire rabattable pour un passager occasionnel.

### Assemblage
Le démarrage de la production du Van est prévu pour l'automne 2022, dans l'usine de Bicester, en Angleterre, choisie comme site de production du véhicule. Dans le même temps, au troisième trimestre, la production devrait également démarrer pour la flotte de fourgons UPS dans la deuxième usine d'Arrival aux États-Unis, où la production à Charlotte, en Caroline du Nord, sera lancée.

### Motorisation
Le Van est un fourgon entièrement électrique, qui est propulsé par un moteur de 163 ch qui transfère la puissance à l'essieu avant et lui permet d'accélérer jusqu'à un maximum de 120 km/h (75 mph). Le constructeur propose un choix de quatre tailles de batteries, avec une autonomie variable et une capacité maximale autorisée : 67 kWh et jusqu'à 180 km (110 mi), 89 kWh et jusqu'à 239 km (149 mi), 111 kWh et jusqu'à 289 km (180 mi) une haut de gamme d'une capacité de 139 kWh et d'une autonomie maximale de 340 km (210 mi).